# Arytaina vittata
Arytaina vittata är en insektsart som beskrevs av Percy 2003. Arytaina vittata ingår i släktet Arytaina och familjen rundbladloppor. Inga underarter finns listade i Catalogue of Life.